# Мунара
Мунара (рум. Munar) насељено место је у општини Секусић, која припада округу Арад у Румунији. Насеље је значајно по присутној српској националној мањини у Румунији.
У близини села налази се манастир Српске православне цркве, манастир Бездин.

## Положај насеља
Село Мунара се налази у источном, румунском Банату, на 30 км југозападно од града Арада. Село се налази у Поморишју, а сеоски атар је равничарског карактера. Име је турцизам, назив за торањ, а настао од турске речи минарет, високом торњу уз џамију, са које мујезин позива муслиманске вернике на молитву.

## Историја
Мунара се још 1219. године помиње као "Вила Монор". А године 1448. оно се зове Мунар и посед је српског спахије Милоша Белмужевића. Женидбом и поклоном од угарског краља великаши Јакшићи су добили коначно 1529. године цео посед Мунару.  Тих година 1539. поред села почела је градња православног манастира Бездина, као по предању задужбине деспота српских Јакшића. Између 1553—1556. у делу Мунаре свој замак је саградио великаш Никола Цреповић. Други део је 1572. године држао Димитрије Овчаревић посвећен сточарству - овцама. О селу је одувек тј. од средине 16. века бригу водило манастирско братство Бездина. Према попису манастира Бездина из 1771. године, у прњавору Мунари било је читаво једно домаћинство, са неколико штала, шупе и три котарке за кукуруз. Манастир је 1781. године откупио за 9009 ф. пустаре Мунару и Бездин. Ту се налазила у Мунари њихова пивара и палинара који су давани у аренду. За време настојатеља Платона Атанацковића (1834—1839) ту је подигнут и леп стан за арендатора, који пре није постојао.
У селу које је било прњавор оближњег манастира Бездина, одувек је било мало Срба становника. Јоаким Вујић је 1839. године у свом "Путешествију" напоменуо за Мунару - "једно село у којем се налази 75 домова, чији су житељи пре били све Срби, а сада се повлашили, изгубили свој корењи српски језик, па сада влашки беседе." Мунара је 1854. године имала 602 становника и атар од 3259 јутара. Тако је 1900. године било само 65 душа, а огромну већину су чинили Румуни. Без школе и цркве они су се знатно порумунили. У месту није било српске цркве, па су мештани долазили у манастир Бездин на службу. Прву богомољу су створили манастирски калуђери 1923. године, када су преуредили бивши ишпански стан за капелу. Та импровизована црква била је посвећена Св. великомученику Георгију. Тој згради је тек 1957. године додат торањ, у којем висе три звона. Темпло је обична дашчана оплата, преграда. Двери су пренете из цркве у Торњи. Престоне иконе је осликао прота Драгутин Остојић. Ту се налазе и неке иконе настале копирањем оних са  манастирског иконостаса, дело иконописца Алексе Свиленгаћанина.
Године 1905. Мунара је мала општина у Новоарадском срезу. Ту живи 634 становника у 112 домова; њих 68 душа су православни Срби. У атару те општине налазила се и пустара српског православног манастира Бездина са 139 душа.
Да би оснажили економски положај малобројних Срба у Мунари и околини, манастирски оци су узели манастирску земљу коју су дотад арендирали Јевреји, и понудили 1905. године Српским земљорадничким задругама (која је била и у Мунари) да је под повољнијим условима обрађују. Та задруга је имала капитал од 1852 к, а водили су је тада: председник Аврам Балан и пословођа Гедеон Бођин.
Сада у Мунари поред српске цркве, постоје велика румунска православна црква зидана 1925. године, а мала римокатоличка капела подигнута 1929. године.

## Становништво
По последњем попису из 2002. године село Мунара имало је 502 становника. Последњих деценија број становника опада.
Село је од давнина било са вишенародно са румунском већином, а месни Срби су били мањина у селу. Временом се ова разлика јако увећала, па је српска мањина данас малобројна. Национални састав на појединим пописима био је следећи:
| Година пописа | 1910. год.  | 1992. год.  | 2002. год.  |
| Укупно ст.    | 633         | 539         | 502         |
| Срби          | 222 (35,1%) | 27 (5,0%)   | 19 (3,8%)   |
| Румуни        | 291 (46,0%) | 408 (75,7%) | 418 (83,3%) |
| Мађари        | 105 (16,6%) | 89 (15,5%)  | 62 (12,4%)  |
| остали        | 15 (2,4%)   | 15 (2,8%)   | 3 (0,6%)    |

## Образовање
Ранија школа у којој се радило на српском и румунском језику је била 1877. године подржављена. Њу је у своје време (пре 1839) ту подигао као лепу школску зграду са удобним учитељским станом, игуман манастира Бездина Платон Атанацковић. По објављеном конкурсу из априла 1867. године види се да је понуђена плата сеоском учитељу 42 ф. годишње у новцу од месне општине, затим манастир дотира 10 ф. 50 крајцара, фртаљ (четвртина) ланца врта, 50 фунти соли, и толико и сланине, осам фунти свећа, два хвата дрва и стан. Језик учевни је српски и романски. Учитељ у мунарској народној школи био је 1868. године Валтазар Васиљевић. Требало је да положи учитељски испит у Сомбору да би био сталан. Село је дуго било без школе, па је манастир Бездин од својих средстава опет отворио ту, нову српску вероисповедну школу 1902. године, у једној приватној кући. Највише заслуга за куповину зграде за нову школу 1903. године имао је архимандрит манастира Бездина, Исак Дошен. Манастирска управа је давала огласе и примала српске учитеље на рад, а плата је код сваког конкурса подизана да би понуда била примамљивија. Учитељ 1905. године био је Бранко Николић. Расписан је 1906. године стечај за упражњено место учитеља у српској вероисповедној школи у Мунари. Годишња плата је износила 1000 к и приде још 80 к за пофторну школу, 20 к за писаћи паушал те у натури - стан са баштом и огревом. Предност су имали ожењени учитељи, јер је постојала могућност да се њиховој жени повери да предају женски ручни рад, уз примерену награду. Учитељ ради по Школској уредби од 1872. године и дужан је да поји у цркви. У новој српској вероисповедној школи радили су тих година: привремена учитељица Александра Радишић (1907), такође привремени учитељ Миленко Јегдић (1907) па стални учитељ Бранко Николић (1908—1911).